# Exocentrus albolineatus
Exocentrus albolineatus är en skalbaggsart som beskrevs av Stefan von Breuning 1955. Exocentrus albolineatus ingår i släktet Exocentrus och familjen långhorningar.
Artens utbredningsområde är Kenya. Inga underarter finns listade i Catalogue of Life.